# Literatura militante
Literatura militante é um tipo de literatura que provoca uma "fenda" na ideia de Arte, devido ao seu caráter contestatório. Os seus literatos assumiram uma posição de defesa da arte como necessária a condição da vida humana.

## História
Essa designação estética e política foi criada pelo escritor português Eça de Queiroz (1845-1900), em sua obra Prosas Bárbaras (1909). E difundida e defendida por muitos outros escritores, dentre estes, o romancista carioca Lima Barreto (1881-1922).

## Características
Essa compreensão literária, ou movimento literária, buscou desde sempre distanciar-se da noção de arte como prazer e contemplação, e aproximar-se da ideia de arte como "condição da vida humana" (para lembrar Tolstói). Diferente do Parnasianismo (que defendia uma impessoalidade plástica e um demasiado culto estético) ou dos escritores "nefelibatas" (donos de uma poética vaga e abstrata), a literatura militante compromete-se com as questões e as angústias de sua época, se engaja na realidade histórica e interessa-se pelo destino da humanidade.
Assim, o caráter artístico da literatura importa não por sua "qualidade da forma" (para lembrar Aristóteles), mas como possibilidade de comunicar sentimentos e pensamentos que são humanos.

## Interpretações
Para o literato e intelectual brasileiro, Lima Barreto, o propósito maior dessa literatura era cumprir com as ideias do filósofo Jean-Marie Guyau: "que achava na obra de arte o destino de revelar umas almas às outras, de restabelecer entre elas uma ligação necessária ao mútuo entendimento dos homens"[1]. Nessa perspectiva, para Lima, a literatura assume uma missão social quase utópica, de unir a humanidade, de construir uma espécie de solidariedade que superaria as construções de gênero, classe, raça e outras.